# Batalla de Raban
La batalla de Raban va ser un enfrontament armat que es va produir la tardor del 958, a prop de la fortalesa de Raban (al nord de Síria) entre l'exèrcit romà d'Orient, comandat pel general Joan Tsimiscés (defensant els territoris de Constantí VII), i les forces de Sayf-ad-Dawla, cap de l'Emirat Hamdànida d'Alep. El resultat de la batalla va ser una gran victòria dels romans d'Orient i va contribuir a la pèrdua de poder militar de l'emirat, que des de l'any 950 havia estat desafiant l'Imperi Romà d'Orient.

## Context històric
En el període del 945 al 967 l'Emirat Hamdànida d'Alep va ser l'enemic més persistent de la frontera Est de l'Imperi Romà, cosa que van aconseguir prenent el control virtual sobre la majoria de les ciutats frontereres (Awasim) cridant els ciutadans de fe islàmica a la gihad. Sayf-ad-Dawla ja havia organitzat campanyes contra els romans d'Orient l'any 938 i el 940, però va ser a partir del seu establiment a Alep, com a centre del seu ampli emirat, que va començar a atacar anualment els seus veïns occidentals. Malgrat l'avantatge numèric dels romans d'Orient, les tropes dels Hamdànides van ser capaços d'obrir-se pas en un territori que havia estat inexpugnable des del 920 i que va tenir el moment àlgid en les victòries de Melitene (934), Arsamòsata (940) i Karin (949).
El principal contrincant durant aquest període va ser el general Bardes Focas. Després d'unes derrotes inicials, Sayf al-Dawla va establir ràpidament la seva supremacia: el 953 fa infligir una dura derrota a Bardes prop de la ciutat de Maraix. Les expedicions que va comandar Bardes Focas durant els següents dos anys van ser també derrotes per als romans d'Orient, cosa que va permetre a Sayf al-Dawla refer les fortificacions de la frontera per a propers enfrontaments. Sayf al-Dawla posseïa una cavalleria més lleugera que l'exèrcit romà d'Orient i la va aprofitar per fer incursions ràpides però destructives ; això no obstant les seves incursions evitaven les posicions fortificades i al final no suposaven un desafiament contra l'exèrcit enemic sinó contra els pobres ciutadans que vivien a la fontera. A partir del 955 la situació va començar a canviar, Bardes Focas fou substituït pel seu fill Nicèfor, que va demostrar ser més competent. Sota la supervisió de Nicèfor, l'equipament els soldats va millorar, entre les seves files es van acollir armenis que estaven més motivats per aquesta guerra perquè havien estat víctimes dels atacs, i a més Nicèfor va intensificar l'entrenament. Entre els generals al seu servei estava el seu germà Lleó Focas i el seu nebot Joan Tsimiscés, que eren homes decidits i sabien aplicar estratègies per avançar en territori enemic.

## Les incursions de Tsimiscés i la batalla de Raban
La primavera del 956, Sayf al-Dawla va sortir en direcció a Amida per incorporar-la a la regió d'Al-Jazira. Tsimiscés, assabentat d'això, es va apoderar d'un pas a la rereguarda de Sayf al-Dawla i va esperar el seu retorn per atacar-lo. Es va lliurar una dura batalla enmig d'una pluja torrencial que va tenir com a resultat una victòria dels musulmans i una pèrdua de 4.000 soldats romans d'Orient. Al mateix temps, Lleó Focas va envair Síria i va derrotar el cosí de Sayf al-Dawla, al qual va fer presoner. El 957, Nicèfor Focas va capturar la fortalesa d'Hadath i,a la primavera següent, Tsimiscés va penetrar en el territori d'Al-Jazira. Allà es va apoderar de la fortalesa de Dara i va obtenir una impactant victòria a prop d'Amida sobre un exèrcit comandat pel general preferit de Sayf al-Dawla, el circassià Nadja. Dels 10.000 soldats de Nadja, van morir la meitat i Tsimiscés va capturar més de la meitat dels supervivents.
Al juny, Joan Tsimiscés, reforçat per l'enviament de més tropes comandades per Basili Parakimomènia, va atacar Samosata i la fortalesa de Raban, al sud d'Hadath. Va ser allà quan Sayf al-Dawla i Tsimiscés es van enfrontar personalment. La batalla va començar el 18 d'octubre i va durar fins al 15 de novembre del 958. Va ser una lluita dura, el poeta Abu Firàs, cosí de Sayf al-Dawla, deia que havia trencat dues llances en la primera càrrega però que al final els romans d'Orient van dominar i els musulmans es van veure obligats a fugir. Molts ghulams i companys de la cort de Sayf al-Dawla van morir perseguits pels contrincants durant la retirada. Els romans d'Orient van capturar uns 1.700 de la cavalleria enemiga i els van portar a Constantinoble per exhibir-los en una desfilada triomfal.

## Conseqüències
La victòria a Raban va deixar clar que l'Imperi Romà d'Orient recuperava els territoris ocupats pels Hamdànids. Aquesta reeixida els va permetre mantenir el control sobre Samosata, fet que implicava el domini fronterer dels romans d'Orient al nord de Síria. Això no obstant, el dirigent Hamdànida encara posseïa un exèrcit que va estar fent incursions ràpides en territori romà d'Orient, fins a la seva derrota definitiva el novembre del 960 per la intervenció de Lleó Focas. A partir de llavors sí que la força militar dels Hamdànides estava destruïda, Cilícia fou annexada a l'Imperi Romà d'Orient (964–965) i Alep va ser capturada poc després (962).